# سدیم استات
استات سدیم، با فرمول CH۳COONa، اغلب با علامت اختصاری NaOAc و همچنین سدیم اتانات، نمک سدیم استیک اسید است.

## تاریخچه
سدیم استات برای اولین بار در سال 1807 توسط آقای همفری دیوی کشف شد.

## موارد استفاده

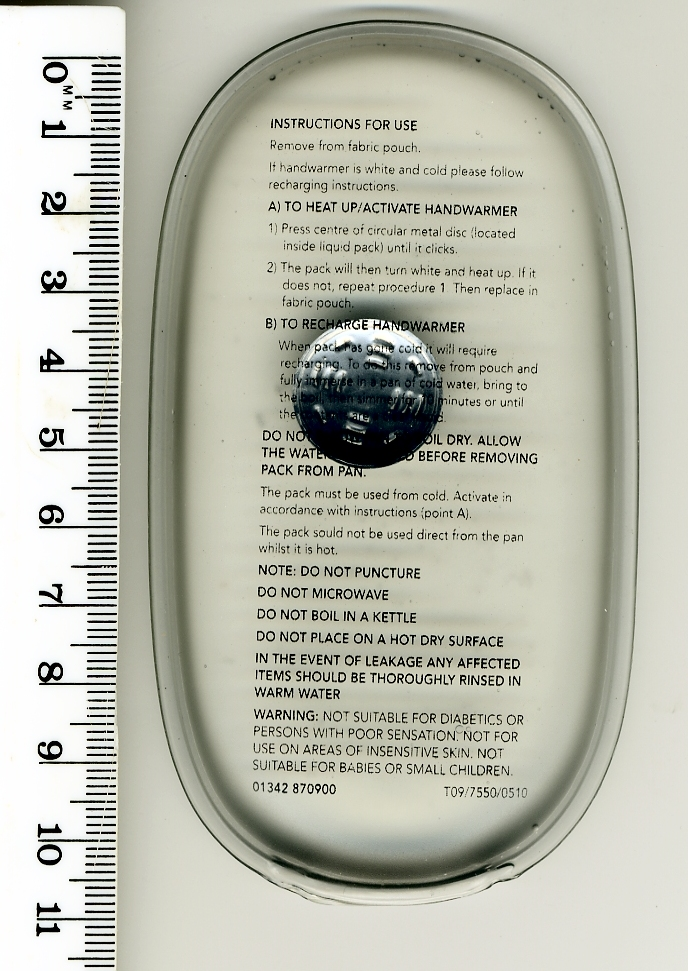
هندوارمر

این نمک بی‌رنگ دارای موارد استفاده وسیعی است. از جمله استفاده‌های آن می‌توان به استفاده در صنعت نساجی برای خنثی‌سازی ضایعات اسید سولفوریک اشاره کرد. در تولید لاستیک مصنوعی، برای جلوگیری از حرارت زیاد از سدیم استات استفاده می‌شود. در تولید لباس‌های پنبه‌ای (کتان) سدیم استات برای جلوگیری از تجمع الکتریسیته ساکن به کار می‌رود. این نمک در عکاسی و رنگ نیز کاربرد دارد.
همچنین در صنعت آبکاری الکترولس از این نمک در محلول آبکاری به عنوان عامل بافر کننده استفاده می‌شود.
این نمک به دلیل کارایی بهتر و ارزانتر بودن، در پوشش و درزگیری بتن برای جلوگیری از صدمه خوردن در برابر آب مورد استفاده قرار می‌گیرد.
سدیم استات در خوراکی‌ها برای طعم دهی به کار می‌رود که مشهورترین استفاده آن در مزه چیپس سرکه نمکی است.
این نمک از واکنش سدیم بیکربنات در سرکه به صورت محلول سدیم استات در آب به دست می‌آید. به بیان دیگر جوش شیرین با سرکه واکنش می‌دهد و تبدیل به محلول سدیم استات در آب می‌شود که با آزادسازی کربنیک اسید به صورت گاز کربن دی‌اکسید و آب همراه است.

## ویژگی های شیمیایی
از ویژگی های شیمیایی سدیم استات می توان به موارد زیر اشاره کرد:
- می توان از سدیم استات برای شست و شو استفاده کرد.
- هر چند که سدیم استات ماده ای بی خطر است، اما ممکن است استنشاق آن باعث گلودرد شده یا تماس آن با چشم موجب قرمزی چشم شود.

## معادله شیمیایی
CH3COOH + NaHCO3 → CH3COONa + CO2 + H2O
آب + کربن دی اکسید + سدیم استات → سدیم بیکربنات + اسید اسِتیک

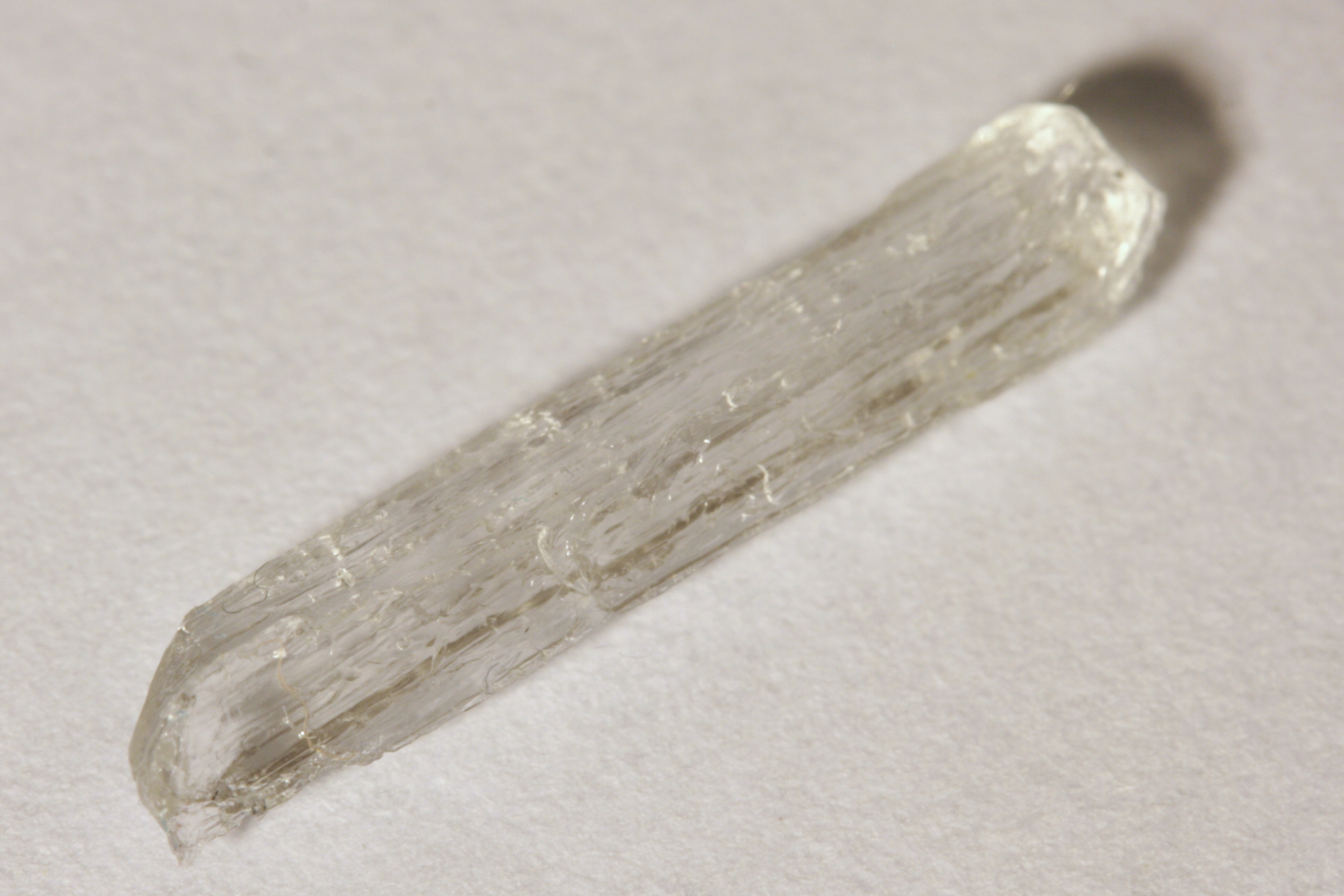
کریستال سدیم استات با سه مولکول آب تبلور